# Après-Ski

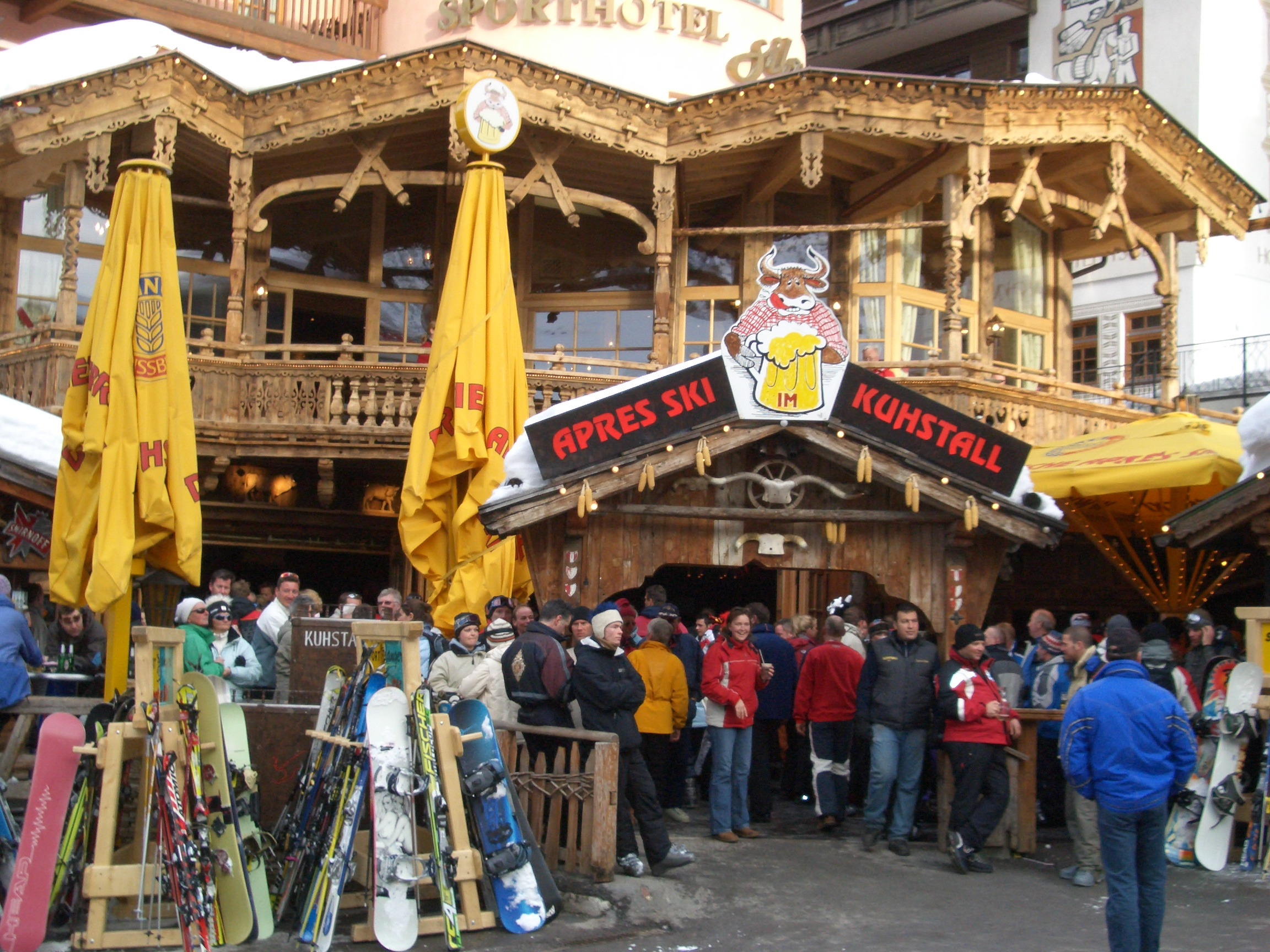
Typische Après-Ski-Bar in Ischgl, Österreich

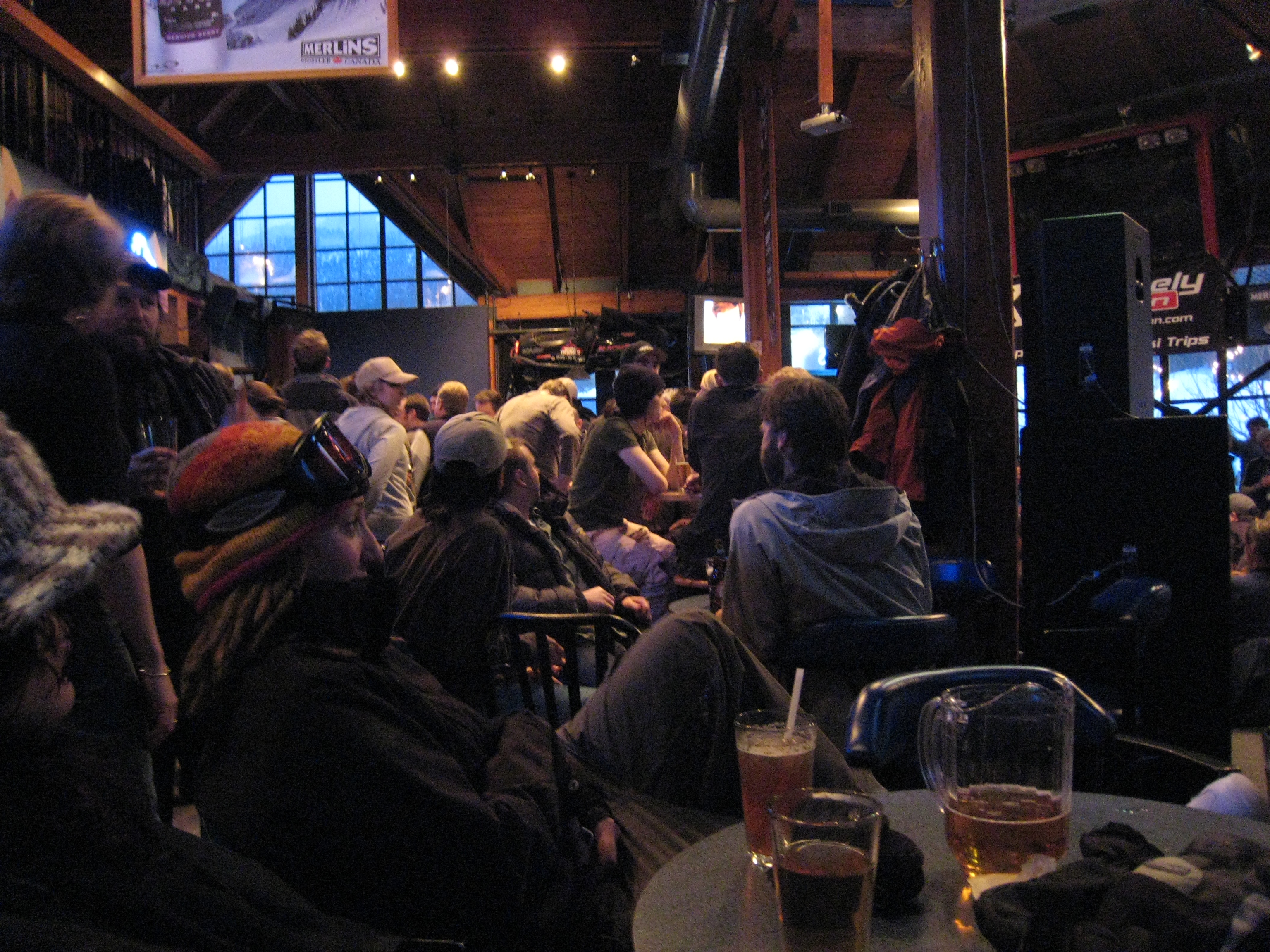
Après-Ski in einer Bar in Kanada

Als (das) Après-Ski [aprɛˈʃiː] (von französisch après, danach) bezeichnet man die in Wintersportorten angebotenen Vergnügungen für Touristen, die nach dem Skifahren oder Snowboarden wahrgenommen werden. Gemäß dem Duden steht der Ausdruck „Après-Ski“ auch für bequeme oder modische Kleidung, die man nach dem Skilaufen trägt.

## Ablauf
Die Gäste feiern in teilweise direkt an der Skipiste gelegenen Gastwirtschaften (Skihütten), Schirmbars oder Diskotheken, konsumieren in der Regel viel Alkohol und werden von Diskjockeys mit Après-Ski-typischer Musik unterhalten. Ein zeitlicher Höhepunkt ist am Ende des Liftbetriebs; zur Zeit der Abendmahlzeit kommt der Betrieb zum Erliegen. Après-Ski-Musik, die der Ballermann-Musik ähnlich ist, zeichnet sich durch eingängige Melodien aus, welche zum Mitsingen ermuntern sollen. Zurückgegriffen wird häufig auf Schlager und Dance. Um eine „authentische“ Kulisse zu vermitteln, verpflichten die Wirte von Après-Ski-Lokalitäten zudem gerne einheimische Musikkapellen. Eines der bekanntesten Lieder zum Après-Ski ist Schifoan (1976; dt. „Skifahren“) des österreichischen Sängers Wolfgang Ambros. Die Musikindustrie bietet Zusammenstellungen von typischer Après-Ski-Musik in jährlichen Ausgaben diverser Kompilationen.
Typische Getränke zum Après-Ski sind alkoholisch und süß (wie Williams-Birne, Wodka mit Feige und „Flügerl“, eine Mischung aus Wodka mit Schlehdornfrucht- und Sauerkirschgeschmack und Energydrink), oft auch heiß (wie Jagertee und Glühwein).  Regional wird unter der Bezeichnung „Après-Ski“ ein Cocktail aus Eierlikör und heißer Milch angeboten, oder Wodka-Energy.  
Männliche Après-Ski-Gäste mit ausgeprägtem Geltungsdrang beim Flirten werden vom Volksmund als „Après-Ski-Lehrer“ entsprechend gewürdigt. Helmut Qualtinger besang in Der Après-Schigolo (1957) ebendiesen Typus. 

## Ursprünge
Zwischen 1895 und 1924, dem Jahr der ersten Olympischen Winterspiele in Chamonix, bezeichnete man mit Après-Ski das abendliche gesellige Beisammensein nach einem kalten Urlaubstag in den Bergen, in der Regel bei gutem Essen und Wein. Wohl wegen seines exotischen Klangs übernahmen österreichische Wirte, zum Beispiel in St. Anton, den französischen Begriff für ihre jeweilige regionale Variante der abendlichen Geselligkeit.

## International
- In Nordamerika wird das Après-Ski in der Regel ruhiger begangen als in den Alpen. In Bars in den USA und Kanada sind zudem Snacks und kleine Mahlzeiten an der Tagesordnung.